# Gunung Padang
Gunung Padang è un sito megalitico situato 30 km a sud-ovest della città di Cianjur, nella provincia Giava Occidentale, in Indonesia. Situato a 885 metri sul livello del mare, il sito sorge su una collina, un vulcano spento, in una serie di cinque terrazze delimitate da muri di sostegno in pietra a cui si accede tramite 370 gradini di andesite che si innalzano di circa 95 metri. È ricoperto da massicce colonne esagonali in pietra di origine vulcanica.

## Storia

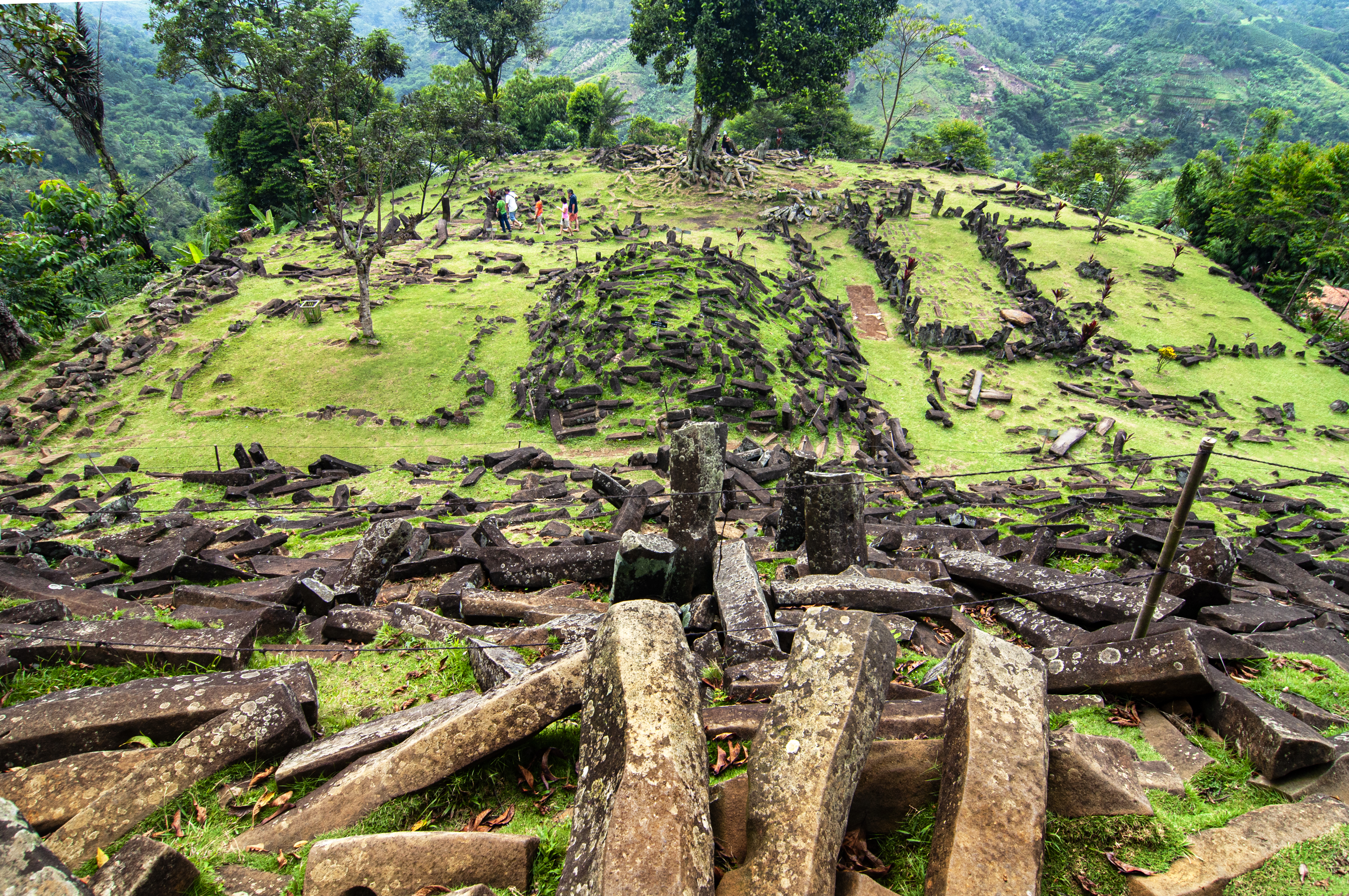
Gunung Padang

Lo storico olandese Rogier Verbeek menzionò l'esistenza del sito di Gunung Padang nel suo libro Oudheden van Java: lijst der voornaamste overblijfselen uit den Hindoetijd op Java, sulla base di una visita e di un rapporto di M. De Corte nel 1890.
Le note sul sito di Gunung Padang nel libro di Verbeek sono simili a quelle fatte dall'archeologo olandese Nicolaas Johannes Krom nel Rapporten van de Oudheidkundige Dienst (Rapporto del Dipartimento delle Antichità) del 1914.
Dopo il 1914 il sito fu ignorato fino al 1979, quando un gruppo di agricoltori locali riscoprì Gunung Padang. Questa scoperta attirò rapidamente l'attenzione dell'Istituto di Archeologia di Bandung, della Direzione delle Antichità, del PUSPAN (ora Centro per la ricerca e lo sviluppo archeologico), del governo locale e di vari gruppi della comunità.

## Descrizione
Gunung Padang è costituito da una serie di cinque terrazze artificiali, una rettangolare e quattro trapezoidali, che si trovano, da una a cinque, ad altezze successivamente più elevate, realizzate sopra un vulcano estinto. Queste terrazze diventano progressivamente più piccole con l'elevazione, con il primo terrazzo più basso e grande e il quinto più alto e piccolo. Le terrazze giacciono lungo un asse longitudinale NO-SE. Sono piattaforme artificiali create scolpendo il materiale lavico, abbassando i punti alti e riempiendo i punti bassi con materiale di risulta fino a ottenere una superficie piana. I perimetri della terrazza sono costituiti da muri di sostegno perimetrali formati da colonne poligonali vulcaniche impilate orizzontalmente e montate verticalmente come pali. A questo complesso di terrazze si accede tramite una scala centrale con 370 gradini, un'inclinazione di 45 gradi e una lunghezza di 110 m.
La struttura piramidale a terrazze, ancora in parte seppellita per almeno 30 m, secondo alcune indagini archeologiche effettuate tra il 2011 e il 2015, risulterebbe avere al proprio interno delle camere e gallerie non ancora esplorate.
Analisi al radiocarbonio dei sedimenti organici ritrovati nel sito daterebbero l'inizio della costruzione a oltre 14000 anni fa, con la possibilità di arrivare anche a 25000, il che la renderebbe la più antica struttura finora scoperta, collocandola in piena era glaciale, in un periodo in cui si riteneva venissero praticate unicamente attività di caccia e raccolta e non attività stanziali come l'agricoltura; tuttavia questa interpretazione trova scettica gran parte della comunità archeologica che considera l'origine più probabile da ricercarsi in fenomeni naturali piuttosto che antropici.